# Amphoe Raman
Amphoe Raman (thailändisch อำเภอ รามัน) ist ein Landkreis (Amphoe – Verwaltungs-Distrikt) im Nordosten der  Provinz Yala. Die Provinz Yala liegt im äußersten Süden der Südregion von Thailand an der Landesgrenze nach Malaysia.

## Geographie
Benachbarte Landkreise und Gebiete sind (von Norden im Uhrzeigersinn): die Amphoe Yarang, Thung Yang Daeng und Kapho der Provinz Pattani, die Amphoe Bacho und Rueso der Provinz Narathiwat sowie die Amphoe  Bannang Sata, Krong Pinang und Mueang Yala der Provinz Yala.

## Geschichte
Der Name Raman ist eine thailändische Adaption von „Reman“, dem ursprünglich malaiischen Namen (Jawi: رمان). Als es  Anfang des 19. Jahrhunderts eine Reihe von Aufständen gegen die siamesische Herrschaft gab, wurden vom Königreich Pattani sieben Städte (Mueang) abgetrennt, um die Macht des Sultans von Pattani zu verringern. Mueang Raman war eine von diesen Städten. Raman hieß zwischen 1917 und 1938 Kota Baru, nach dem Sitz der lokalen Verwaltung. Anschließend wurde die Amphoe in Raman zurückbenannt.

## Sehenswürdigkeiten
Etwa 19 km von der Stadt Yala entfernt liegt der Wasserfall Bu Ke Pilo (auch Tawan Ratsami, น้ำตกบูเก๊ะปิโลหรือน้ำตกตะวันรัศมี), der bei intensiver Sonnenstrahlung das unter dem Wasser liegende Gestein kräftig gelb leuchtend zeigt.

## Verwaltung

### Provinzverwaltung
Amphoe Raman ist in 16 Unterbezirke (Tambon) eingeteilt, welche weiter in 88 Dorfgemeinschaften (Muban) unterteilt sind. 
| Nr. | Name       | Thai      | Muban | Einw. |
| --- | ---------- | --------- | ----- | ----- |
| 01. | Kayu Boko  | กายูบอเกาะ | 06    | 9.191 |
| 02. | Kalupang   | กาลูปัง     | 04    | 2.912 |
| 03. | Kalo       | กาลอ      | 04    | 3.084 |
| 04. | Koto Tuera | กอตอตือร๊ะ  | 05    | 5.367 |
| 05. | Kota Baru  | โกตาบารู   | 0-    | 5.306 |
| 06. | Kero       | เกะรอ     | 07    | 7.335 |
| 07. | Cha-kwa    | จะกว๊ะ     | 06    | 6.189 |
| 08. | Tha Thong  | ท่าธง      | 07    | 6.780 |
| 09. | Noen Ngam  | เนินงาม    | 04    | 6.492 |
| 10. | Balo       | บาลอ      | 07    | 5.100 |
| 11. | Ba-ngoi    | บาโงย     | 0-    | 2.714 |
| 12. | Buemang    | บือมัง      | 06    | 5.612 |
| 13. | Yata       | ยะต๊ะ      | 05    | 5.184 |
| 14. | Wang Phaya | วังพญา     | 07    | 6.584 |
| 15. | A-song     | อาซ่อง     | 06    | 5.337 |
| 16. | Talo Halo  | ตะโล๊ะหะลอ | 05    | 6.384 |

Hinweis: Die Daten der Muban liegen zum Teil noch nicht vor.

### Lokalverwaltung
Es gibt drei Kleinstädte (Thesaban Tambon) im Landkreis:
- Mueang Raman (เทศบาลตำบลเมืองรามันห์) besteht aus Teilen des Tambon Kayu Boko,
- Kota Baru (เทศบาลตำบลโกตาบารู) besteht aus dem gesamten Tambon Kota Baru.
- Balo (เทศบาลตำบลบาลอ) besteht aus dem gesamten Tambon Balo.

Außerdem gibt es 14 „Tambon-Verwaltungsorganisationen“ (องค์การบริหารส่วนตำบล – Tambon Administrative Organizations, TAO) für die Tambon oder die Teile von Tambon im Landkreis, die zu keiner Stadt gehören.